# Molophilus (Molophilus) imberbis
Molophilus (Molophilus) imberbis is een tweevleugelige uit de familie steltmuggen (Limoniidae). De soort komt voor in het Australaziatisch gebied.